# Liste der Baudenkmäler in Erkelenz
Die Liste der Baudenkmäler in Erkelenz enthält die denkmalgeschützten Bauwerke auf dem Gebiet der Stadt Erkelenz im Kreis Heinsberg in Nordrhein-Westfalen (Stand: Oktober 2011). Diese Baudenkmäler sind in der Denkmalliste der Stadt Erkelenz eingetragen; Grundlage für die Aufnahme ist das Denkmalschutzgesetz Nordrhein-Westfalen (DSchG NRW).

Zur besseren Übersicht sind die zur Stadt Erkelenz gehörenden Ortsteile in eigene Baudenkmallisten ausgelagert. Diese sind: Bellinghoven, Berverath, Borschemich, Commerden, Erkelenz, Etgenbusch, Fronderath, Genehen, Gerderath, Gerderhahn, Golkrath, Grambusch, Granterath, Holzweiler, Houverath, Hoven, Immerath, Katzem, Kaulhausen, Keyenberg, Kleinbouslar, Kückhoven, Kuckum, Lentholt, Lövenich, Lützerath, Matzerath, Mennekrath, Oberwestrich, Oerath, Oestrich, Pesch († 2014), Schwanenberg, Tenholt, Terheeg, Unterwestrich, Venrath, Vossem und Wockerath.
Die Ortsteile Geneiken, Hetzerath und Scheidt verfügen über keine Baudenkmäler.

## Liste
| Bild                                  | Bezeichnung                           | Lage                                           | Beschreibung | Bauzeit                            | Eingetragen seit  | Denkmal- nummer |
| ------------------------------------- | ------------------------------------- | ---------------------------------------------- | --- | ---------------------------------- | ----------------- | --------------- |
| Wohnhaus                              | Wohnhaus                              | Erkelenz Aachener Straße 18 Karte              | 2 Geschosse 4 + 4 Achsen, 2 Achsen, Backstein, grau geschlämmt, Toreinfahrt, Krüppelwalmdach. | Zweite Hälfte des 18. Jahrhunderts | 30. November 1983 | 83              |
| Altes Amtsgericht                     | Altes Amtsgericht                     | Erkelenz Aachener Straße 49 Karte              | Erbaut 1880/81 nach Plänen des königlichen Garnisonsbauinspektors Hauck für das Amtsgericht Erkelenz. Ursprünglich 2-geschossiger, weiß geschlämmter Backsteinbau zu 5 Achsen mit 3-achsigem, um ein Geschoss erhöhten Mittelrisalit. Eingangsachse im EG leicht vorgezogen und durch flachen Dreiecksgiebel bekrönt. Horizontale Gliederung des Gebäudes durch Stockgesims über EG und auskragendem Kranzgesims auf Backsteinkonsolen. Unter beiden Gesimsen Sägezahnfiese. Extrem flaches Walmdach. Im Innern originales Treppenhaus und originale Hängewerkkonstruktion des Daches mit verzierten Balkenköpfen. Spätere bauliche Veränderungen: 1. Verdoppelung der beiden Achsen seitlich des Mittelrisalits. 2. Anbau eines 3-achsigen Seitentraktes an der linken Seite. 3. Anbau auf der rechten Seite, durch ein halbrundes Bindeglied mit dem Hauptbau verbunden. Begründung der Denkmaleigenschaft nach § 2 Denkmalschutzgesetz. Das Gebäude wurde 1880/81 direkt vor der ursprünglichen Wallanlage der Stadt am sogenannten Maartor errichtet. Es diente bis 1904 als Sitz der preußischen Bezirkskommandatur und wurde danach zu einem Amtsgericht umfunktioniert. Entsprechend dem ursprünglichen Verwendungszweck wurde eine schlichte Gestaltung des Baukörpers angestrebt. Hauck wählte hierfür Formen, die Vorbildern der italienischen Renaissance (Palazzo Vecchio) entlehnt sind. Das Gebäude kann als beispielhaft für den selten gewordenen Typ eines preußischen Militärkommandanturgebäudes angesehen werden. | 1880/1881                          | 13. November 1985 | 306             |
| Bauernhof Neumühle                    | Bauernhof Neumühle                    | Erkelenz Aachener Straße 75 Karte              | Backstein–Mühlenstumpf von 1799, Mühlengebäude Mitte 19. Jahrhundert; 4-flügelige Anlage in Backstein, seitlich Mühlenstumpf, Wohnhaus 2-geschossig in 5 Achsen, Fensterbänke und Türgewände in Blaustein, Krüppelwalmdach; die Wirtschaftsgebäude zum Teil in Blaustein. | 1799                               | 30. November 1983 | 75              |
| Wohnhaus                              | Wohnhaus                              | Erkelenz Aachener Straße 90 Karte              | Patrizier–Villa aus dem Jahre 1898, dessen Eckturmhaube im Kriege durch Beschuss verloren ging. Im Innern sind die gesamte Stuckierung sowie Treppen und Türen erhalten geblieben. Die „Spiegel“ im Hauseingangsflur tragen Malereien von deutschen Landschaften, die allegorisch die vier Jahreszeiten darstellen sollen. Auch die zum Farbprogramm gehörenden Auflistung ist im Hauseingangsflur noch erhalten. Aus Gründen | 1898                               | 16. Mai 1990      | 80              |
| Wasserturm                            | Wasserturm                            | Erkelenz Am Wasserturm Karte                   | Baujahr um 1900, | Ende des 19. Jahrhunderts          | 20. Oktober 1982  | 19              |
| Alter Friedhof                        | Alter Friedhof                        | Erkelenz Brückstraße Karte                     | Der Alte Friedhof in Erkelenz ist der ehemalige Friedhof an der Brückstraße. Obwohl seit Entstehung im städtischen Besitz, wird er oft für einen katholischen Friedhof gehalten. | 1825                               | 11. Juli 2005     | 332             |
| Wohn- und Geschäftshaus               | Wohn- und Geschäftshaus               | Erkelenz Brückstraße 1 Karte                   | Neben der Fassade sind im Inneren noch Treppe und Türen im Originalzustand erhalten geblieben, Grundrisse und Decken sind unverändert, Stuckatur ist kaum noch vorhanden. | 1908                               | 10. Dezember 1986 | 316             |
| Wohnhaus                              | Wohnhaus                              | Erkelenz Brückstraße 12 Karte                  | Zweigeschossig in vier Achsen, Backstein, Front weiß geschlämmt, Fensterbänke und Türgewände in Blaustein, Ladeneinbau 19. Jahrhundert, Mansarddach | 18. Jh.                            | 3. August 2005    | 333             |
| Wohnhaus                              | Wohnhaus                              | Erkelenz Brückstraße 31 Karte                  | 3 Geschosse, 4 Achsen, verputzt, EG Quaderputz, Türgewände und Fensterbänke in Blaustein. | Mitte 19. Jh.                      | 30. November 1983 | 77              |
| Wohnhaus                              | Wohnhaus                              | Erkelenz Brückstraße 33 Karte                  | 3 Geschosse, 4 Achsen, verputzt, Türgewände und Fensterbänke in Blaustein, Bänderputz. | Mitte 19. Jh.                      | 30. November 1983 | 78              |
| Wohnhaus                              | Wohnhaus                              | Erkelenz Brückstraße 35 Karte                  | 3 Geschosse, 4 Achsen, verputzt, Türgewände und Fensterbänke in Blaustein, Bänderputz. | Mitte 19. Jh.                      | 30. November 1983 | 79              |
| Wohnhaus                              | Wohnhaus                              | Erkelenz Brückstraße 74 Karte                  | Bei dem Bauobjekt handelt es sich um eine bürgerliche Halbvilla aus dem Jahre 1904. Die Putzfassade ist mit Gesimsen gegliedert. Den Eingang betont eine starke Säule, die die darüber befindliche Loggia trägt. Sowohl Haus als auch die Innentüren sind teilweise mit Schnitzereien versehen und im Originalzustand erhalten geblieben. Die Räume im Innern enthalten Jugendstil-, teilweise Artdecostuck. Die beiden Schiebetüren im großen Salon sind mit Ornamentglasfenster versehen, deren Ränder eingeschliffen sind. Zu den original erhaltenen Teilen gehören der Flur im Erdgeschoss und das Treppenhaus. Ebenso ist auf die hölzerne Laube im Garten hinzuweisen, die sich über einem Polygonalzug erhebt. Die Brückstraße ist eine der alten Erkelenzer Straßen, die außerhalb der Stadtmauer nach der Jahrhundertwende erbaut wurde. An dieser Stelle befindet sich auch der alte Erkelenzer Friedhof. Ihm gegenüber wurde diese Villa errichtet. | 1904                               | 12. Oktober 1988  | 326             |
| Ehemalige Burg der Grafen von Geldern | Ehemalige Burg der Grafen von Geldern | Erkelenz Burg Erkelenz Karte                   | 1377 erste Erwähnung, Hauptbau 15. Jahrhundert; trapezförmiger Burghof mit Wolfsturm. | 1377                               | 20. Oktober 1982  | 20              |
| a) Wohnhausfassade Burgstraße 2       | a) Wohnhausfassade Burgstraße 2       | Erkelenz Burgstraße 2 Karte                    | Straßenseitige Putzfassade aus dem 19. Jahrhundert. Die giebelständige und zweigeschossige Bauweise mit dem Traufabstand zwischen den Häusern Burgstraße 2 und 4 erinnert an die ursprünglichen bürgerlichen Bauten von Erkelenz und ist am Johannismarkt, einem der Hauptplätze der Stadt, nur noch in dem Komplex an der Burgstraße erhalten. Die weitgehende Erhaltung und die deutlich ablesbare Zugehörigkeit des Gebäudes zum Ensemble Johannismarkt macht die Putzfassade bedeutend für Erkelenz und seiner Bewohner. | 19. Jh.                            | 21. Oktober 1998  | 81a             |
| b) Wohnhausfassade Burgstraße 4       | b) Wohnhausfassade Burgstraße 4       | Erkelenz Burgstraße 4 Karte                    | Straßenseitige Putzfassade aus dem 19. Jahrhundert. Die giebelständige u. zweigeschossige Bauweise mit dem Traufabstand zwischen den Häusern Burgstraße 2 und 4 erinnert an die ursprünglichen bürgerlichen Bauten von Erkelenz und ist am Johannismarkt, einem der Hauptplätze der Stadt, nur noch in dem Komplex an der Burgstraße erhalten. Die weitgehende Erhaltung und die deutlich ablesbare Zugehörigkeit des Gebäudes zum Ensemble Johannismarkt macht die Putzfassade bedeutend für Erkelenz und seiner Bewohner. | 19. Jh.                            | 21. Oktober 1998  | 81b             |
| Wohnhaus                              | Wohnhaus                              | Erkelenz Burgwall 1 Karte                      | Bei dem Haus Burgwall 1 handelt es sich um ein eingeschossiges Fachwerkhaus außerhalb der Stadtgrabenanlage. Die alte Kate stammt nach den durchgezapften Binderbalken vermutlich aus dem frühen 18. Jahrhundert und wurde im 19. Jahrhundert durch einfügen von Fenstern umgebaut. Die ehemalige Haustür ist vor wenigen Jahren erweitern worden. Das Dach wurde ebenfalls erneuert. Trotz der leichten Veränderungen ist die Fachwerkkate vor der Burg in Erkelenz prägend für die Nordpromenade und den Einblick in die Stadt an dieser Seite. | 18. Jh.                            | 12. Oktober 1988  | 324             |
| Wohnhaus                              | Wohnhaus                              | Erkelenz Buscherhof 19 und 20 Karte            | 4-flügeliger Backstein Hof, Wohnhaus 2 Geschosse 5 Achsen, 3-achsiger Mittelrisalit mit Flachgiebel, Türgewände in Blaustein, Nebengebäude teils Fachwerk; links 2. Wohnhaus um 1900, 2 Geschosse 7 Achsen, mit 2-achsigen Mittelrisalit. | Mitte des 19. Jahrhunderts         | 30. November 1983 | 82              |
| Wegekreuz                             | Wegekreuz                             | Erkelenz Buscherhof Karte                      | Sandstein, Metallkorpus. | 1856                               | 30. November 1983 | 74              |
| Wegekreuz von 1894                    | Wegekreuz von 1894                    | Erkelenz Eggeratherhof Karte                   | Neugotisches Blausteinkreuz mit Korpus | 1894                               | 30. November 1983 | 69              |
| Wohnhaus                              | Wohnhaus                              | Erkelenz Eggeratherhof Karte                   | Baujahre: 1754, 1900 in Backstein. Wasserumwehrte 4-flügeliger Backsteinhof, Nebengebäude z. T. Fachwerk, Torbau mit Laterne und Werksteingewände. | 1754, 1900                         | 30. November 1983 | 71              |
| Bildstock von 1900                    | Bildstock von 1900                    | Erkelenz Eggeratherhof Karte                   | Backstein | 1900                               | 30. November 1983 | 70              |
| Wohnhaus                              | Wohnhaus                              | Erkelenz Franziskanerplatz 10 Karte            | 2-geschossiges Palais in 5 Achsen verputzt, Türgewände Blaustein, Mansarddach; Gartenpokal mit 2 Blausteinpfeilern, von wappenhaltenden Löwen bekrönt. | 18. Jh.                            | 30. November 1983 | 76              |
| weitere Bilder                        | Ehemalige Leonhardskapelle            | Erkelenz Gasthausstraße 5 Karte                | Leonhardskapelle – heute Bibliothek – Teile des mittelalterlichen Gasthauses, das sich im Anschluss an die Kapelle rechtwinkelig zur Hauptachse der Kapelle als eine Art Beginenhof an einem Gässchen entlang befand. Diese aus mehreren einstöckigen Reihenhäusern, einem „Prinzipalhaus“ mit Krankensaal und Wohnung für die Leitung des Hauses sowie der Kapelle bestehende Anlage wurde ab 1645 von den Franziskanern bis zur Fertigstellung ihres Klosters mitbewohnt und die Kapelle mitbenutzt. Die Kanzel der Lambertuskirche hat ihren ursprünglichen Platz in dieser Kapelle gehabt. Die Leonhardskapelle wurde bis 1817 noch zu Gottesdiensten benutzt, danach zweigeschossig zur Schule umgebaut, 1903 erfolgte eine weitere Umbaumaßnahme, die Umfassungswände blieben jedoch erhalten und geben heute noch das Bild der ehemaligen Kapellenform. Die Reihenhäuser des Gasthauses waren noch bis 1904 bewohnt, während das Prinzipalhaus bereits 1844 auf Abriss verkauft wurde. | 1645                               | 12. Mai 1982      | 1               |
| Fassade und 2 Kellertonnen            | Fassade und 2 Kellertonnen            | Erkelenz Gasthausstraße 3 Karte                | Das Wohngebäude Gasthausstraße 3, ein Ziegelbau des 18. Jahrhunderts, 2-geschossig ungegliedert, bestand ursprünglich aus zwei Gebäuden, dem Haus des Weinhändlers Lemmen (nach dem Geburtsregister von 1815) und dem Haus des Schmieds Noetlichs Gerhard (nach dem Hürteverzeichnis von 1823). Am 21. März 1870 brach der Giebel der Schmiede zusammen und wurde in der heutigen Form wieder errichtet, dadurch entstehen die Differenzen zwischen Katasterplan von 1819 – in dem das Gebäude bereits eingetragen war – und dem heutigen Bestand. Weiterhin erhalten sind die beiden Kellertonnengewölbe und die gut erhaltene Fassade zur Leonhardskapelle. | 18. Jh.                            | 12. Mai 1982      | 2               |
| Wohnhaus                              | Wohnhaus                              | Erkelenz Gut Haberg Karte                      | Baujahr 1842, Scheune 1851. 4-flügelige Backstein-Hofanlage Wohnhaus zweigeschossig in fünf Achsen, Blaustein Türsturz und Chronogramm. | 1842, 1851                         | 3. Februar 1986   | 135             |
| Wohnhaus                              | Wohnhaus                              | Erkelenz Haberger Hof Karte                    | Baujahr 19. Jahrhundert, Nebengebäude 1864/1909. 4-flügelige Backstein-Hofanlage, Wohnhaus zweigeschossig in fünf Achsen, Türgewände und Fenstersimse in Blaustein. Mittelachse übergiebelt. | 19. Jh.                            | 3. Februar 1986   | 136             |
| Wegekreuz von 1813                    | Wegekreuz von 1813                    | Erkelenz Hauerhof Karte                        | Trachyt, Metallkorpus | 1813                               | 30. November 1983 | 137             |
| Wegekreuz                             | Wegekreuz                             | Erkelenz Haus Hohenbusch Karte                 | Blaustein, neuer Metallkorpus. | 18. Jh.                            | 30. November 1983 | 139             |
| weitere Bilder                        | Wohnhaus                              | Erkelenz Haus Hohenbusch Karte                 | Baujahr: Kern 16. Jahrhundert, Umbau Erste Hälfte des 18. Jahrhunderts. Von dem ehemaligen Klostergebäude ist das 2-geschossig, 7-achsige Wohnhaus erhalten, Backstein, Gartenseite verputzt, westlich anschließend Wirtschaftshof, die Flügel durch Chronogramm bzw. Ankersplinten 1707, 1716, 1720 datiert, am Nordflügel Toreinfahrt mit Blausteinportal, um 1800. | 16. bis 18. Jahrhundert            | 30. November 1983 | 138             |
| Wohnhaus                              | Wohnhaus                              | Erkelenz Im Pangel 14 Karte                    | 18. Jahrhundert; 20. Jahrhundert erneuert. | 18. Jh.                            | 20. Oktober 1982  | 15              |
| Wohnhaus                              | Wohnhaus                              | Erkelenz Im Pangel 16 Karte                    | Baujahr 1713, 18. Jahrhundert, 20. Jahrhundert, Nr. 16/18 2-geschossig in 7 Achsen, EG Backstein, OG Fachwerk, vorkragend; | 1713                               | 20. Oktober 1982  | 16              |
| Wohnhaus                              | Wohnhaus                              | Erkelenz Im Pangel 18 Karte                    | Baujahr 1713, 18. Jahrhundert, 20. Jahrhundert, Nr. 16/18 2-geschossig in 7 Achsen, EG Backstein, OG Fachwerk, vorkragend; | 1713                               | 20. Oktober 1982  | 17              |
| weitere Bilder                        | Kath. Pfarrkirche St. Lambertus       | Erkelenz Johannismarkt 23 Karte                | Von der spätgotischen Kirche ist nur der in der 2. H. des 15. Jh. errichtete Westturm erhalten, Backstein im Wechsel von Tuff- und Blausteinbändern, Turmhelm 1880 (Wiethase); im Langhaus einige Ausstattungsstücke. | Zweite Hälfte des 15. Jahrhunderts | 20. Oktober 1982  | 23              |
| Neugotischer 3-flügeliger Hochaltar   | Neugotischer 3-flügeliger Hochaltar   | Erkelenz Johannismarkt 23 Karte                | Der Hochaltar besteht aus folgenden Hochrelief-Bildtafeln: Ölberg, Hochzeit zu Kanaan, Geißelung, Verspottung, Brotvermehrung, Abendmahl, kreuztragender Christus, Fußwaschung. | 1896                               | 16. Juni 1986     | 23a             |
| Altes Rathaus                         | Altes Rathaus                         | Erkelenz Kölner Straße Karte                   | Baujahre 1541–1546 und 18. Jh., W bis 1951; freistehender 2-geschossiger Backsteinbau in 5 Achsen, weiß geschlämmt im EG offene Bogenhalle, OG mit Rundbogenblenden, Walmdach, Barockportal 1756. | 1541–1546                          | 20. Oktober 1982  | 22              |
| Wohnhaus                              | Wohnhaus                              | Erkelenz Kölner Straße 57 Karte                | Zweigeschossiges Eckhaus, mit einem runden Ecktürmchen, der rechte Teil der Fassade risalitartig vorgezogen, im Obergeschoss mit einem Erker, Fassade verputzt mit Neurenaissance–Schmuckformen. | Anfang des 20. Jahrhunderts        | 5. September 1984 | 305             |
| Markthaus gegenüber Kirche            | Markthaus gegenüber Kirche            | Erkelenz Markt 4 Karte                         | 3 bis 4-geschossig, verputzt, Maßwerkfenster, neugotische Schmuckformen, EG verändert. | Ende des 19. Jahrhunderts          | 20. Oktober 1982  | 18              |
| Jüdischer Friedhof                    | Jüdischer Friedhof                    | Erkelenz Neusser Straße Karte                  | Erkelenz war im Mittelalter ein bedeutender Marktort, in dem dementsprechend auch schon relativ früh, nämlich zur Mitte des 13. Jahrhunderts, Juden nachgewiesen werden können. In der Neuzeit, vor allem unter jülicher Landesherrschaft, waren Größe und Bedeutung der jüdischen Gemeinde in Erkelenz und den zugehörigen Dörfern eher gering, zeitweise wohnten in Erkelenz selbst gar keine Juden; in den „Erkelenzer Landen“ konzentrierte sich jüdisches Leben vielmehr auf Schwanenberg, das zur evangelischen Herrschaft Wickrath gehörte. Erst im 19. Jahrhundert entstand in Erkelenz wieder eine lebendige jüdische Gemeinde. 1869 wurde in der Mauerstraße (heute Westprommenade/Patersgasse) eine Synagoge eingeweiht. Bereits 1474 wird ein Judenkirchhof am Alten Bellinghovener Weg erwähnt. Die meiste Zeit bis zum 19. Jahrhundert werden die Erkelenzer Juden jedoch den Friedhof in Lentholt/Schwanenberg genutzt haben. Erst 1865 wurde auf einem Grundstück hinter der Bahnlinie der heute noch vorhandene Friedhof angelegt, der 1892/93 noch einmal erweitert wurde. Unter dem Nationalsozialismus und im Krieg wurde der Friedhof verwüstet und beschädigt, danach aber wieder hergestellt, und es hat seither auch wieder Bestattungen gegeben – mehrere Grabsteine datieren aus den 1950er Jahren, der jüngste aus dem Jahre 1999. Der Friedhof wird heute von der Gemeinschaftshauptschule Erkelenz gepflegt. Beschreibung: Die Parzelle des jüdischen Friedhofs liegt nach wie vor inmitten eines überwiegend gewerblich genutzten Gebietes. Sie ist eingefriedet, zur Straße hin mit einer Backsteinmauer und einem zweiflügeligen Tor, beide augenscheinlich wohl aus der Nachkriegszeit. Der Friedhof selbst liegt deutlich unter Straßenniveau und ist über einige Treppenstufen zu erreichen. Die Fläche ist etwa hälftig mit Grabstätten besetzt, die fast alle auch noch einen Grabstein besitzen. Die andere Hälfte links des Mittelweges ist als Rasenfläche gestaltet; auf ihr ein Gedenkstein der Stadt Erkelenz (Inschrift: „Den toten jüdischen Bürgern der Stadt Erkelenz zum Gedenken“) Die Grabstätten sind rechts des Mittelwegs in mehrere Reihen hintereinander sowie im hinteren Bereich des tiefen Grundstücks angeordnet. Sie besitzen fast durchweg steinerne Einfassungen. Die etwa 25 Grabsteine sind meist als einfache Stelen schlicht gestaltet und überwiegend aus dunklem polierten Naturstein. Denkmalwert: Als der seit 1865 bis in die Zeit des Nationalismus und dann wieder seit Kriegsende belegte Friedhof der jüdischen Gemeinde von Erkelenz ist die Anlage bedeutend für Erkelenz. Der Charakter als Friedhofs ist mit Freiraumgestaltung, Grabsteinen und Gedenkstein anschaulich erhalten | 1865                               | 14. Januar 2008   | 336             |
| Wohnhaus                              | Wohnhaus                              | Erkelenz Patersgasse 3 Karte                   | Baujahr ca. 18. Jahrhundert (Putz 19. Jahrhundert), 2-geschossiges Wohnhaus in 2 : 3 Achsen, Teil einer Häuserzeile direkt hinter der ehemaligen Stadtmauer und als solches Bestandteil einer der typischen Erkelenzer Gassen. Zustand im Inneren bis auf die nachträglich eingebaute eiserne Wendeltreppe weitgehend aus dem 19. Jahrhundert erhalten. | 18. Jh.                            | 4. Dezember 1991  | 114             |
| Wohnhaus                              | Wohnhaus                              | Erkelenz Patersgasse 4 Karte                   | Das Haus ist erbaut im 18. Jahrhundert. Es ist zweigeschossig, in 5 Achsenverputzt. Im EG Bänderputz. Das Haus ist prägender Bestandteil der Patersgasse, die zum mittelalterlichen Straßensystem von Erkelenz gehörte und eine direkte Verbindung von der Marktregion zur Stadtbefestigung herstellte. So ist diese Gasse auch für das Straßenbild der Stadt Erkelenz charakteristisch. Durch den Erhalt des Hauses konnte der mittelalterliche Straßengrundriss und der Verlauf der Patersgasse gewahrt werden. | 18. Jh.                            | 13. April 1983    | 50              |
| Wohnhaus                              | Wohnhaus                              | Erkelenz Patersgasse 7 Karte                   | Zweigeschossiges Wohnhaus in 2 Achsen, Teil einer Häuserzeile direkt hinter der ehem. Stadtmauer und als solches Bestandteil einer der typischen Erkelenzer Gassen. |                                    | 19. Dezember 1989 | 58              |
| Wohnhaus                              | Wohnhaus                              | Erkelenz Patersgasse 9 Karte                   | Baujahr 18. Jahrhundert (Putz 19. Jahrhundert); 2-geschossiges Wohnhaus in 2 Achsen, Teil einer Häuserzeile direkt hinter der ehemaligen Stadtmauer und als solches Bestandteil einer der typischen Erkelenzer Gassen. | 18. Jh.                            | 4. Dezember 1991  | 112             |
| Wohnhaus                              | Wohnhaus                              | Erkelenz Roermonder Straße 28 Karte            | Zweigeschossiges Gebäude in drei Achsen mit Fachwerkgiebeln, turmartig verzogenem Eckerker, an der Giebelseite vorgebauter Wintergarten, Mansarddach, Krüppelwalm. | um 1900                            | 23. Dezember 1985 | 309             |
| Kreuz                                 | Kreuz                                 | Erkelenz Roitzerhof Karte                      | Werkstein mit Metallkorpus | Ende des 19. Jahrhunderts          | 14. Mai 1985      | 269             |
| Wohnhaus                              | Wohnhaus                              | Erkelenz Roitzerhof Karte                      | Backsteinhof um zwei rechteckige Höfe, Wohnhaus zweigeschossig in sieben Achsen, verputzt, Mittelgiebel, über der Tür Wappenstein mit Chronogramm, zu beiden Seiten Wirtschaftsgebäude aus dem 18. und 19. Jahrhundert. | 1757                               | 14. Mai 1985      | 268             |
| Wohnhaus                              | Wohnhaus                              | Erkelenz Schülergasse 12 Karte                 | Zweigeschossiges, 2 : 3 achsiges Backsteingebäude, teilweise in Fachwerk, mit abgewalmtem Dach |                                    | 27. März 1985     | 308             |
| Schächerhäuschen                      | Schächerhäuschen                      | Erkelenz Tenholter Straße / Goswinstraße Karte | Gehäuse verputzt, mit Pultdach, innen Kalvarienberg (plastische Figurengruppe) | 1715                               | 30. November 1983 | 73              |
| Wohnhaus                              | Wohnhaus                              | Erkelenz Theodor-Körner-Straße 13 Karte        | Wie in vielen anderen rheinischen Städten überschritt auch in Erkelenz nach dem Bau der Eisenbahn die Bebauung die ursprüngliche Umwallung. Erkelenz entwickelte sich um die Jahrhundertwende zwischen der Stadtmauer und der Eisenbahnstrecke von Aachen nach Mönchengladbach weiter. Die Aachen-Düsseldorfer Eisenbahn ermöglichte die Niederlassung von Industrie am Bahnhof von Erkelenz. Ebenfalls nach dem bekannten Muster entstanden in der Nähe der Werke Siedlungen für die Arbeiter und Beamten. Neben der Siedlung an der Rosenstraße wurden an der Theodor-Körner-Straße Parzellen für Bessergestellte angeboten. Entsprechend dem Anspruch lag auf der anderen Straßenseite eine Parkanlage. Diese attraktive Lage wurde angenommen. Es entwickelte sich das Ensemble Theodor-Körner-Straße, das in der Regel aus zweigeschossigen Gründerzeit Reihenhäusern besteht. Die Theodor-Körner-Straße 13 ist ein solches 2-geschossiges Einfamilienhaus mit einer Putzfassade in den Formen der Neurenaissance. Die glatte Fassadenfläche steht deutlich aus dem Übergang von Historismus zur Moderne. Die Ideale des malerischen Bauens des 19. Jahrhunderts sind noch im geschweiften Giebel und den Kreuzstockzitaten der Fenster erkennbar. Die vier Achsen im Erdgeschoss, bestehend aus 3 rund- und korbbogigen Tür- und Fensteröffnungen mit Gewändeeinfassung variieren im Obergeschoss zu 2 dreiflügeligen Fensterachsen mit Kreuzstockausbildung. Der Giebelaufsatz ist durch Gesimse stark horizontal gegliedert. Die Ausführung von Kreuzstockfenster kommt im Ensemble noch weiterhin vor, wobei die wesentlich zurückhaltendere Gestaltung des Hauses 13 auffällt. Im Innern sind noch alte Türen erhalten. Auch die Eingangssituation ist noch unverändert erhalten. | 19. Jh.                            | 21. Juni 2001     | 329             |
| Wohnhaus                              | Wohnhaus                              | Erkelenz Theodor-Körner-Straße 17 Karte        | Das Haus steht in einer Reihe ähnlicher Häuser, die zusammen ein Ensemble bilden. Das Ensemble Theodor–Körner–Straße ist durch seinen guten Erhaltungszustand für die historisch Bausubstanz in Erkelenz von nicht unerheblicher Bedeutung. | 1906                               | 15. Mai 1990      | 72              |
| Wohnhaus                              | Wohnhaus                              | Erkelenz Theodor-Körner-Straße 19 Karte        | 3-geschossiges Einfamilienhaus, Erdgeschoss 4-achsig, Obergeschoss 3-achsig. Zwei im Original erhaltene Haustüren; im Inneren erhaltene alte Türen mit Originalbeschlägen; die Türgriffe werden durch Raubvogelklauen gehalten; Treppe aus Holz mit üppigem Anfänger; Stuckteile, Rosetten und Einfassungen in floralem Jugendstil; Eingang verziert durch mit Mosaik und Terrazzo gestalteten Boden; Teil des Ensembles Theodor-Körner-Straße. | 1902                               | 23. Mai 1991      | 100             |
| Wohnhaus                              | Wohnhaus                              | Erkelenz Theodor-Körner-Straße 21 Karte        | Wie in vielen anderen rheinischen Städten überschritt auch in Erkelenz nach dem Bau der Eisenbahn die Bebauung die ursprüngliche Umwallung. Erkelenz entwickelte sich um die Jahrhundertwende zwischen der Stadtmauer und der Eisenbahnstrecke von Aachen nach Mönchengladbach weiter. Die Aachen-Düsseldorfer Eisenbahn ermöglichte die Niederlassung von Industrie am Bahnhof von Erkelenz. Ebenfalls nach dem bekannten Muster entstanden in der Nähe der Werke Siedlungen für die Arbeiter und Beamten. Neben der Siedlung an der Rosenstraße wurden an der Theodor-Körner-Straße Parzellen für Bessergestellte angeboten. Entsprechend dem Anspruch lag auf der anderen Straßenseite eine Parkanlage. Diese attraktive Lage wurde angenommen. Es entwickelte sich das Ensemble Theodor-Körner-Straße, das in der Regel aus zweigeschossigen Gründerzeit Reihenhäusern besteht. Die Theodor-Körner-Straße 21 ist ein solches 2-geschossiges Einfamilienhaus mit Klinker–Fassade. Die glattgemauerte Ziegelfassade steht deutlich auf dem Übergang vom Historismus zur Moderne. Die Ideale des malerischen Bauens des 19. Jahrhunderts sind in den Rücksprüngen des Eingangs-, Loggia und Obergeschossbereichs ablesbar. Die vier Achsen im Erdgeschoss variieren im Obergeschoss durch die Verdoppelung der Mittelachse. Den Fassadenabschluss bildet ein ausladendes Traufgesims über den beiden zurückliegenden linken Achsen, die sich über einer Art Vordach über das in der Hauptflucht gelegene Erdgeschoss erheben. Der Abschluss setzt sich in den Mittelachsen und der mit einer Art Kreuzstockfenster geschlossenen Loggia am Obergeschoss durch die scharfe Trennung zwischen dem geschlossenen, grau verschieferten Giebel und der Ziegel- bzw. Fensterfläche fort. Die gleichartigen hochrechteckigen Fensterelemente des Obergeschosses kontrastieren zu den unterschiedlichen Rundbogenformaten der Erdgeschossöffnungen. Aus der verzierten Dachunterstützung über der Loggia im Erdgeschoss, der auf Konsolen vorkragenden Balusterfläche der Loggia im Obergeschoss sowie die an Jugendstil erinnernden eisernen Schmuckgitter von den Fenstern und Türen im Sockel bezieht die Fassade einen wesentlichen Aspekt ihrer Gestaltung. Die unterschiedliche Fenstergestaltung steigert den Eindruck. Die rechteckigen Öffnungen sind mit Putzgewänden eingefasst, die rund- und korbbogigen mit sauber gemauerten Stürzen und verputzten Bänken eingefasst. Die einheitlich verputzte Rückfront gliedert sich kleinförmig durch den fächerförmig gekämmten Oberflächenschmuck. Das Dach ist mit Rheinlandziegel gedeckt. | 19. Jh.                            | 23. März 1995     | 190             |
| Wohnhaus                              | Wohnhaus                              | Erkelenz Theodor-Körner-Straße 23 Karte        | Es handelt sich um ein Haus von 1905, an dem Jugendstilfarben verwandt wurden. Dieses Haus steht in einer Reihe anderer Häuser, die zusammen ein Ensemble bilden. Das Ensemble Theodor-Körner-Straße ist durch seinen guten Erhaltungszustand für die historische Bausubstanz in Erkelenz von nicht unbeträchtlicher Bedeutung | 1905                               | 12. Oktober 1988  | 327             |
| Wohnhaus                              | Wohnhaus                              | Erkelenz Theodor-Körner-Straße 35 Karte        | Es handelt sich um einen 2-geschossigen Putzbau in 3 zu 2 Achsen im Jahre 1926 erbaut. Wegen seiner zeittypischen Gestaltung auf der Schwelle zwischen Historismus und Moderne in einer rheinischen Mittelstadt sind hier besondere baugeschichtliche Gründe für ein öffentliches Interesse zur Erhaltung und Nutzung gegeben. Das Gebäude dokumentiert die Bauentwicklung der Theodor-Körner-Straße von den Anfängen bis heute. | 1926                               | 18. November 1993 | 164             |
| Stadtmauer                            | Stadtmauer                            | Erkelenz Wallstraße Karte                      | 1355 erste Erwähnung, 14. Jh., 15. Jh., A. 16. Jh. fertig; nur noch in Resten nördlich der Brückstraße erhalten. | 1355                               | 20. Oktober 1982  | 21              |
| Wohnhaus                              | Wohnhaus                              | Erkelenz Weyerhof 2 Karte                      | Vierflügeliger Backsteinhof, Wohnhaus zweigeschossig in fünf Achsen, mit einachsigem übergiebeltem Mittelrisalit, im Giebel Figurennische, neugotische Schmuckformen, zu beiden Seiten die etwas niedrigeren Wirtschaftsgebäude. | Zweite Hälfte des 19. Jahrhunderts | 14. Mai 1985      | 297             |
| Wohnhaus                              | Wohnhaus                              | Erkelenz Wilhelmstraße 21 Karte                | Zweigeschossiges Backsteinhaus mit abgewalmten Dachflächen, an einer Reihe traufständiger zweigeschossiger Wohnhäuser mit verputzter Fassaden. Der Eingang mit wohl originaler Haustür ist an der frei stehenden linken Hausseite angeordnet. Auffallendstes Bauteil ist ein voluminöser, weit vorkragender runder Obergeschoss-Erker auf der freien vorderen Hausecke, der von einem spitzen steilen Zeltdach mit Schieferdeckung bekrönt wird. Er besitzt ein umlaufendes Fensterband, darüber und darunter eine kräftige Bänderung durch hervorstehende Backsteinschichten. Diese Bänderung findet sich auch zwischen den Fensteröffnungen im Erdgeschoss des Hauskörpers an Vorder- und Eingangsseite. Weitere Reliefierungen erfolgen mittels Stufung der Backsteinmauerung an den Türgewänden (Hauseingang und Rückseite) sowie in Form gerader Linien als Verdachungen der Öffnungen; die Gartenseite des Hauses ist jedoch schlichter ausgeprägt. Dort befindet sich asymmetrisch ein über die Trauflinie hinaus reichender, flacher Treppenhausrisalit mit originaler Tür im Erdgeschoss. Die Fensteröffnungen sind überwiegend breit gelagert, im Original wohl ähnlich dem heutigen Erscheinungsbild dreiteilig mit liegenden Sprossenteilungen. Die Vorkragung des Daches bildet eine Schattenzone an der Traufkante aus. Innen sind noch der Grundriss, der Flurboden des Erdgeschosses aus Natursteinplatten (Solnhofer Platten) und die Treppe erhalten, außerdem im Keller ein wohl als Bunker genutzter Einbau aus Beton, auch von außen zugänglich. „Die Wilhelmstraße entstand in den Jahren vor dem Ersten Weltkrieg als neue Verbindung von der Südpromenade zum Bahnhof. Durch den 1914 ausbrechenden Weltkrieg blieb die Straße dann bis 1924/25 unbebaut. Die meisten Häuser entstanden sogar erst 1927/29“ (Lennartz/Görtz, Erkelenzer Straßen, S. 158f.). Heute stellt sich die Wilhelmstraße als Alleestraße am Rande des Altstadtkerns dar. Den Beginn bilden traufständige Reihenhäuser, an welcher Nr. 21 später angebaut wurde, es folgen frei stehende Einzel- und Doppelhäuser überwiegend der 1920er Jahre. Insgesamt ist ein qualitätsvolles Straßenbild mit anschaulicher Prägung vorhanden, zu dem das Wohnhaus Nr. 21 mit seinem markanten Erkervorbau, der im geschwungenen Verlauf der Straße weithin sichtbar ist, einen wichtigen Beitrag leistet. Es handelt sich um ein originelles Zeugnis der Backsteinbauweise der 1920er/1930er Jahre, das sowohl zum Backsteinexpressionismus der Rhein-Ruhr-Region als auch zur hoch entwickelten hölländischen Baukunst jener Zeit in Beziehung zu setzen ist. Dabei ist die Grundhaltung des Baues mit Steildach und überwiegend Einzelfenstern eher konventionell, im Gegensatz zur kubischen, vom neuen Bau geprägten Auffassung, wie sie an anderer Stelle in Erkelenz auch erkennbar ist. Dies könnte auf die spätere Bauzeit von Wilhelmstraße 21 in den 1930er Jahren hindeuten. Bemerkenswert ist v. a. der Erker, der mit seiner großen Vorkragung und dem spitzen Zeltdach einen individuellen, straßenprägenden Akzent setzt und entscheidend zum Wiedererkennungswert und örtlichen Bekanntheitsgrad des Hauses beiträgt. Auch die reliefgebende Verwendung des Backsteins (Bänderung, Gewändestufung) belegt die gestalterische und zeittypische Qualität des Hauses. Innerhalb der Wilhelmstraße ist der Stil des Hauses einzigartig, es ist gleichzeitig aber auch ein wichtiger, als Reihenendhaus eingefügter Bestandteil der als Allee gestalteten, leicht geschwungenen Wohnstraße. Als bekanntes straßenbildprägendes Wohnhaus mit individueller Gestaltung ist das Wohnhaus Wilhelmstraße 21 bedeutend für Erkelenz. | 20. Jh.                            | 13. Dezember 2004 | 331             |
| ehem. Firnisfabrik                    | ehem. Firnisfabrik                    | Erkelenz Ziegelgasse 20 Karte                  | Ehemalige Firnisfabrik deren Fabrikraum aus vier Jochen und Gurtbögen, zwischen denen sich Kappen spannen. Die rundbogigen Bögen sind aus Ziegelstein, die Kappen aus Bims. An den Fabrikraum schließt sich ein Kamin an mit quadratischem Grundriss. Das ehemalige Satteldach ist vermutlich in den Kriegswirren verloren gegangen. | 19. Jh.                            | 7. Juni 1990      | 81              |